# アジア・フィルム・アワード
アジア・フィルム・アワード（The Asian Film Awards）は、アジア映画に関わる産業と専門家の優秀性を評価して、アジア映画賞アカデミーによって毎年提示されている映画賞。

## 歴代の主な受賞
| 回 | 年     | 作品賞                     | 監督賞                                              | 主演男優賞                                   | 主演女優賞                                     | 助演男優賞                                    | 助演女優賞                                    |
| -- | ------ | -------------------------- | --------------------------------------------------- | -------------------------------------------- | ---------------------------------------------- | --------------------------------------------- | --------------------------------------------- |
| 1  | 2007年 | グエムル-漢江の怪物-       | 賈樟柯（ジャ・ジャンクー）（長江哀歌）              | ソン・ガンホ（グエムル-漢江の怪物-）         | 中谷美紀（嫌われ松子の一生）                   |                                               |                                               |
| 2  | 2008年 | シークレット・サンシャイン | イ・チャンドン（シークレット・サンシャイン）        | トニー・レオン（ラスト、コーション）         | チョン・ドヨン（シークレット・サンシャイン）   | 孫紅雷（スン・ホンレイ）（モンゴル）          | ジョアン・チェン（陽もまた昇る）              |
| 3  | 2009年 | トウキョウソナタ           | 是枝裕和（歩いても 歩いても）                       | 本木雅弘（おくりびと）                       | ジョウ・シュン（李米的猜想）                   | チョン・ウソン（グッド・バッド・ウィアード）  | ジーナ・パレノ（Service）                     |
| 4  | 2010年 | 母なる証明                 | 陸川（ルー・チューアン）（南京!南京!）              | ワン・シュエチー（孫文の義士団）             | キム・ヘジャ（母なる証明）                     | ニコラス・ツェー（孫文の義士団）              | クララ・ウェイ（心魔）                        |
| 5  | 2011年 | ブンミおじさんの森         | イ・チャンドン（ポエトリー アグネスの詩）           | ハ・ジョンウ（哀しき獣）                     | 徐帆（唐山大地震）                             | サモ・ハン・キンポー（イップ・マン 葉問）     | ユン・ヨジュン（ハウスメイド）                |
| 6  | 2012年 | 別離                       | アスガー・ファルハディ（別離）                      | ドニー・ダマラ（ラブリー・マン）             | ディニー・イップ（桃さんのしあわせ）           | 柯宇綸（ジャンプ!アシン）                     | シャーマイン・ブエンカミノ（Nino）            |
| 7  | 2013年 | 二重生活                   | 北野武（アウトレイジ ビヨンド）                     | エディ・ガルシア（en）（ブワカウ）           | ノーラ・オノール（en）（THY WOMB）             | ナワーズッディーン・シッディーキー（Taraash） | 渡辺真起子（チチを撮りに）                    |
| 8  | 2014年 | グランド・マスター         | ウォン・カーウァイ（グランド・マスター）            | イルファーン・カーン（めぐり逢わせのお弁当） | チャン・ツィイー（グランド・マスター）         | 黄渤（無人区）                                | 楊雁雁（イロイロ ぬくもりの記憶）             |
| 9  | 2015年 | ブラインド・マッサージ     | アン・ホイ（黄金時代）                              | リャオ・ファン（薄氷の殺人）                 | ペ・ドゥナ（私の少女）                         | 王志文（黄金時代）                            | 池脇千鶴（そこのみにて光輝く）                |
| 10 | 2016年 | 黒衣の刺客                 | ホウ・シャオシェン（黒衣の刺客）                    | イ・ビョンホン（インサイダーズ/内部者たち）  | スー・チー（黒衣の刺客）                       | 浅野忠信（岸辺の旅）                          | チョウ・ユン（黒衣の刺客）                    |
| 11 | 2017年 | わたしは潘金蓮じゃない     | ナ・ホンジン（哭声/コクソン）                       | 浅野忠信（淵に立つ）                         | ファン・ビンビン（わたしは潘金蓮じゃない）     | ラム・シュー（大樹は風を招く）                | ムン・ソリ（お嬢さん）                        |
| 12 | 2018年 | 芳華 Youth                 | 石井裕也（映画 夜空はいつでも最高密度の青色だ）     | ルイス・クー（SPL 狼たちの処刑台）           | シルヴィア・チャン（妻の愛、娘の時）           | ヤン・イクチュン（あゝ、荒野）                | キティ・チャン（空海-KU-KAI- 美しき王妃の謎） |
| 13 | 2019年 | 万引き家族                 | イ・チャンドン（バーニング 劇場版）                 | 役所広司（孤狼の血）                         | サマル・エスリャーモヴァ（アイカ）             | チャン・ユー（薬の神じゃない!）               | カラ・ワイ（トレイシー）                      |
| 14 | 2020年 | パラサイト 半地下の家族    | ワン・シャオシュアイ（在りし日の歌）                | イ・ビョンホン（KCIA 南山の部長たち）        | チョウ・ドンユイ（少年の君）                   | 加瀬亮（旅のおわり世界のはじまり）            | コー・シューチン（ひとつの太陽）              |
| 15 | 2021年 | スパイの妻 劇場版          | チャン・イーモウ（ワン・セカンド 永遠の24フレーム） | ユ・アイン（声もなく）                       | 蒼井優（スパイの妻 劇場版）                    | キム・ヒョンビン（無聲 The Silent Forest）    | 蒔田彩珠（朝が来る）                          |
| 16 | 2022年 | ドライブ・マイ・カー       | 是枝裕和（ベイビー・ブローカー）                    | トニー・レオン（風再起時）                   | タン・ウェイ（別れる決心）                     | 宮沢氷魚（エゴイスト）                        | キム・ソジン（非常宣言）                      |
| 17 | 2023年 | 悪は存在しない             | 是枝裕和（怪物）                                    | 役所広司（PERFECT DAYS）                     | ジアン・チンチン（西湖畔に生きる）             | パク・フン（12.12: The Day）                  | レイチェル・リョン（白日の下）                |
| 18 | 2024年 | 私たちが光と想うすべて     | 吉田大八（敵）                                      | ラウ・チンワン（パパ）                       | シャーハーナー・ゴースワーミー（サントーシュ） | リー・カンション（黙視録）                    | ヤン・クイメイ（イエンとアイリー）            |